# Йоско Арена
„Йоско Арена“ (на немски: Josko Arena) е футболен стадион в Рид им Инкрайс, Австрия. Използва се от ШВ Рийд. Стадионът е построен през 2003 и има капацитет от 7 680 места.